# Osiedle Armii Krajowej (Poznań)
Osiedle Armii Krajowej – osiedle mieszkaniowe, a jednocześnie jednostka obszarowa Systemu Informacji Miejskiej (SIM) należąca do większej jednostki obszarowej Rataje, położona na terenie jednostki pomocniczej miasta Osiedle Rataje, w Poznaniu. Zabudowę osiedla stanowi 20 budynków mieszkalnych pięciokondygnacyjnych i cztery osiemnastokondygnacyjne wieżowce oraz budynki użyteczności publicznej. Do 1990 roku nosiło nazwę  Osiedle Manifestu Lipcowego. Osiedle Armii Krajowej graniczy z osiedlem Bohaterów II Wojny Światowej.

## Ulice[4][5]
Granice osiedla/obszaru SIM wyznaczają następujące ulice:
- ul. Hetmańska
- rondo Żegrze
- ul. Żegrze
- ul. Inflancka
- ul. Pawia
- rondo Starołęka
- ul. Zamenhofa

Na obszarze osiedla mieszczą się ulice:
- ul. Wyzwolenia (częściowo)
- ul. Kukułcza
- ul. Orla (częściowo)

## Oświata
Na terenie osiedla działają dwie placówki oświatowe: szkoła podstawowa nr 18 im. Zofii Nałkowskiej (os. Armii Krajowej 100) i publiczne przedszkole "Liczmanek" (os. Armii Krajowej 97).

## Kultura
Na osiedlu pod numerem 101 funkcjonuje Dom kultury "Jędruś" (dawniej znany jako Dom Przyjaźni "Trojka").  

## Przyroda
Na osiedlu znajduje się Park Osiedle Armii Krajowej.  

## Komunikacja
Osiedle posiada połączenie komunikacyjne linii autobusowych i tramwajowych:
- MPK

autobus: 174, 184 oraz nocne 211, 218
tramwaj: 1, 3, 7, 11, 12, 13, 17  – przystanki Rondo Starołęka zlokalizowane na wlotach ronda)

## Znana mieszkanka

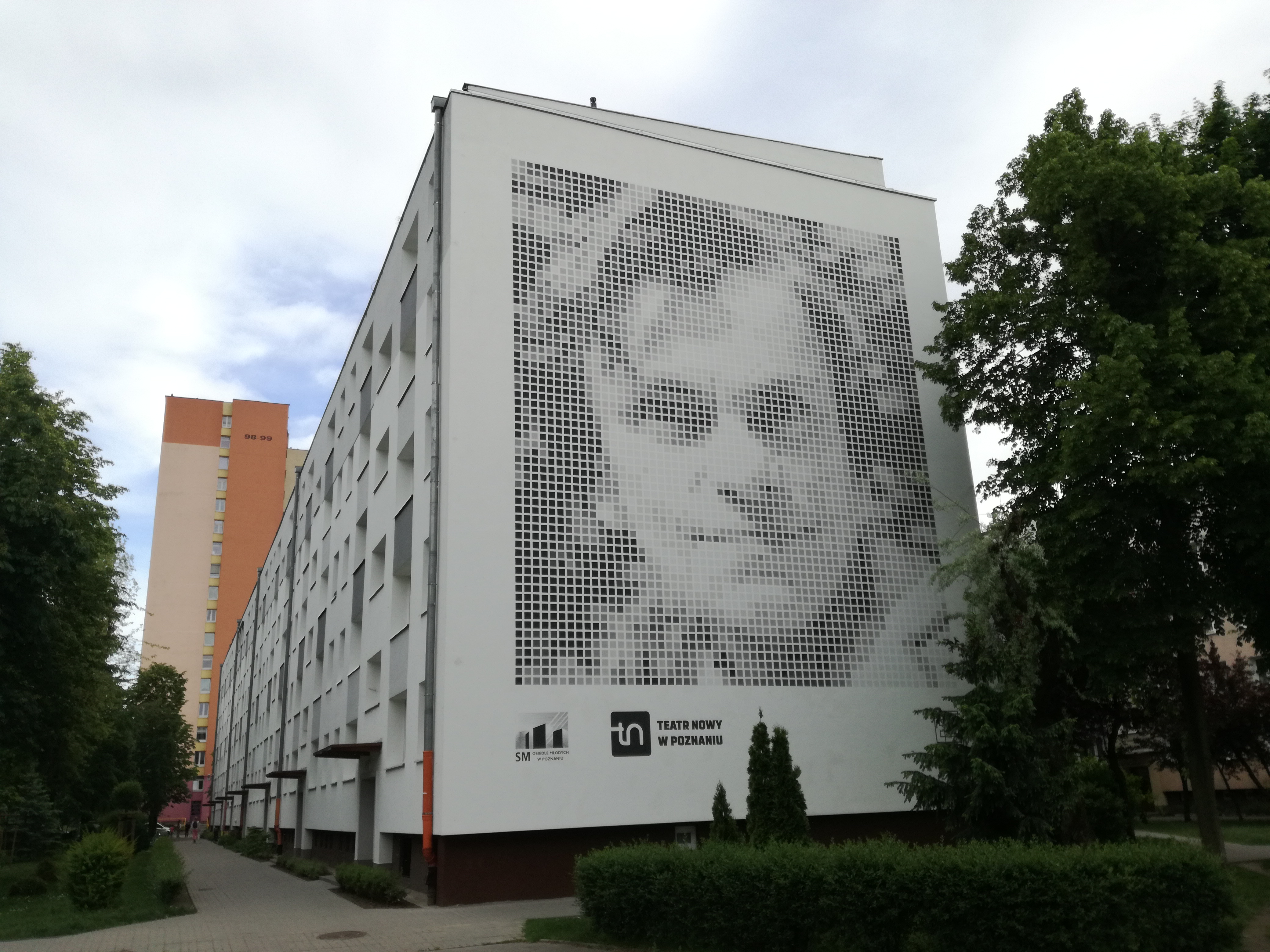
Mural z podobizną aktorki Krystyny Feldman (2019)

Znaną mieszkanką osiedla była polska aktorka teatralna i filmowa Krystyna Feldman. W dniu 12 października 2018 roku na jednej ze ścian szczytowych bloku nr 70-76 w którym mieszkała  uroczyście odsłonięto mural z jej podobizną autorstwa Wojciecha Ejsmondta.   
Na osiedlu mieszkała również Ewa Tylman, która zaginęła nocą z 22 na 23 listopada 2015.